# 滝中学校・高等学校
滝中学校・高等学校（たきちゅうがっこう・こうとうがっこう）は、愛知県江南市東野町米野に所在し、中高一貫教育を提供する私立中学校・高等学校。
高等学校において、中学校から入学した内部進学の生徒と高等学校から入学した外部進学の生徒との間で、第3学年から混合してクラスを編成する併設混合型中高一貫校。

## 概要
創業者の滝信四郎は青少年の教育が重要と考え、1915年（大正4年）に私立図書館の瀧文庫を設立し、1926年（大正15年）に滝実業学校を開校した。
2020年（令和2年）度より中学校にiPad、全教室に液晶テレビを導入し、学習のICT化を図っている。また、この設備を利用して2021年（令和3年）度に分散登校とハイブリッド授業を実施した。

## 沿革

### 年表
- 1926年（大正15年）- 滝実業学校が開校（商業部・農業部）。
- 1947年（昭和22年）- 滝中学校を併設。
- 1948年（昭和23年）- 学制改革により、滝実業学校を滝実業高等学校に改組（商業科・農業科）。
- 1949年（昭和24年）- 高等学校に普通科を新設。
- 1962年（昭和37年）- 農業科を畜産園芸科に改称。
- 1963年（昭和38年）- 滝実業高等学校でロケが行われた舟木一夫主演の映画『高校三年生』が公開される。
- 1964年（昭和39年）- 滝実業高等学校を滝高等学校に改称。
- 1965年（昭和40年）- 滝高等学校の農業科を前身とする食料品製造業のタッキーフーズ株式会社が小牧市に設立される[3]。
- 1967年（昭和42年）- 畜産園芸科募集停止。
- 1998年（平成10年）- 商業科募集停止。
- 2000年（平成12年）- 普通科のみとなる。
- 2001年（平成13年）8月28日 - 1926年（大正15年）竣工の滝学園本館、1933年（昭和8年）竣工の滝学園講堂が登録有形文化財に登録される。
- 2007年（平成19年）- 滝学園2号館、3号館、および報恩館を取り壊し、新中学校舎を建設開始。
- 2008年（平成20年）- 新中学校舎完成、旧中学校舎の改装工事開始。
- 2017年（平成29年）- 滝学園図書館が登録有形文化財に登録される[4]。
- 2019年（令和元年）- 第4グランドが売却され、跡地が薬店になる。
- 2021年（令和3年）- 中学校と高等学校の各々に校長を設置。
- 2023年（令和5年）- 100周年記念館が完成。

### 廃止された高等学校の学科
- 商業科 - 1998年（平成10年）4月に募集停止。2000年（平成12年）3月に最後の卒業生を送り出し廃止。
- 畜産園芸科 - 1962年（昭和37年）4月に農業科から改称。1967年（昭和42年）4月に募集停止。1969年（昭和44年）3月に最後の卒業生を送り出し廃止。

## 教育課程
高校では、1年次では内進生のみ英語、数学、古典において2段階の習熟度別授業が実施されている。外進生は高校1年生時は、土曜講座開講日に、通常授業3コマが必修となっている。また、春期、夏期、および冬期休業時に実施される特別授業も内進生よりも長く受ける必要がある。
2年次から文理別のクラスに分かれる。人員比率はおよそ理系：文系 = 2：1となる傾向にあり、理系クラスは3年生より理Iコース（理工農系）・理IIコース（医歯薬系）の2コースに分かれて授業を行う。コース内における人員比率はほぼ同等となる。
進路としては医学部進学者が多く、例年40名〜50名ほどが国公立大学医学部医学科に進学する。

### 土曜講座
2002年（平成14年）度から「学校5日制」の実施に伴い、新たな教育フィールドとして設けられた。年8回実施される。この他、毎年4月にはさまざまな分野で活躍している講師を招いた土曜講座記念講演会が江南市民会館で実施される。また、生徒が講座を開講することも可能で生徒による個性を生かした講座が開かれている。
2020年（令和2年）度は茂木健一郎の講演が予定されていたが新型コロナウイルス感染拡大のため中止となった。2020年（令和2年）度と2021年（令和3年）度は、新型コロナウイルス感染拡大防止のため、中止の措置がとられている。
記念講演会の講師一覧
| #  | 氏名                            | 備考欄     |
| -- | ------------------------------- | ---------- |
| 1  | ジェローム・フリードマン 宮川繁 |            |
| 2  | 梅原猛                          |            |
| 3  | 李遠哲                          |            |
| 4  | C・W・ニコル                    |            |
| 5  | 鎌田實                          |            |
| 6  | 池田香代子                      |            |
| 7  | 秋山仁                          |            |
| 8  | 大谷貴子                        | [ 注釈 1 ] |
| 9  | 渡辺興亜                        |            |
| 10 | 斎藤孝                          |            |
| 11 | 池田清彦                        |            |
| 12 | 森永卓郎                        |            |
| 13 | 小柴昌俊                        |            |
| 14 | 養老孟司                        |            |
| 15 | 丹羽宇一郎                      |            |
| 16 | 天野浩                          |            |
| 17 | 前刀禎明                        |            |
| 18 | 森島邦博                        | [ 注釈 2 ] |
| 19 | 岸博幸                          |            |
| 20 | 渡辺安虎                        | [ 注釈 3 ] |
| 21 | 梶田隆章                        |            |
| 22 | 大石静                          |            |

## 年間行事

### 学園祭
毎年9月に長月祭と呼ばれる学園祭が開催される。2日間の文化祭と2日間の体育祭で構成される。
1991年（平成3年）は雨上がり決死隊・よゐこ他1組、2004年（平成16年）は川嶋あい、2005年（平成17年）にはMi、2006年（平成18年）にはUNDER GRAPH、2007年（平成19年）には鬼太鼓座、2008年（平成20年）には175Rがゲストとしてライブを行っている。2004年（平成16年）までは所属生徒とその家族らのみを対象とした公開だったが、2005年（平成17年）には初のチケット制による一般対外公開が行われた。2011年（平成23年）には東京03、TKO、カルテット.、みちゃこ、OS☆Uなど多数のゲストが招かれた。なお、2012年（平成24年）から2年間は招待券制度を廃止している。2017年（平成29年）にはジャングルポケット、フルーツポンチが、2023年（令和5年）にはカラフルダイヤモンドがゲストとして招かれた。

## クラブ活動

### 中学校[6]
運動部
- 野球部（軟式）
- 男子バスケットボール部
- 女子バスケットボール部
- 男子バレーボール部
- 女子バレーボール部
- サッカー部
- 男子ソフトテニス部
- 女子ソフトテニス部
- 卓球部
- 陸上部
- 柔道部
- 剣道部
- 水泳部
- ハンドボール部

文化部
- 美術部
- 自然科学部
- ブラスバンド部
- 合唱部
- 英会話部
- 将棋部
- かるた部
- 先進技術研究部

### 高等学校[7]
運動部
- 野球部（硬式）
- 男子バスケットボール部
- 女子バスケットボール部
- 男子バレーボール部
- 女子バレーボール部
- サッカー部
- 男子ソフトテニス部
- 女子ソフトテニス部
- 卓球部
- 陸上部
- 柔道部
- 剣道部
- 水泳部
- ハンドボール部
- ダンス部

文化部
- 美術部
- 自然科学部
- ブラスバンド部
- 合唱部
- 英会話部
- 先進技術研究部
- 将棋部
- 競技かるた部
- 天体観測部
- 演劇部
- 囲碁部
- ギター部
- 写真部
- 料理研究部
- 茶道部
- 文芸部
- 数理研究部
- ビジネス部
- クイズ同好会

高校演劇部は愛知県大会、中部大会の常連校であり、合計８度の全国大会出場の実績を持っている。

## 施設

### 滝学園本館・講堂

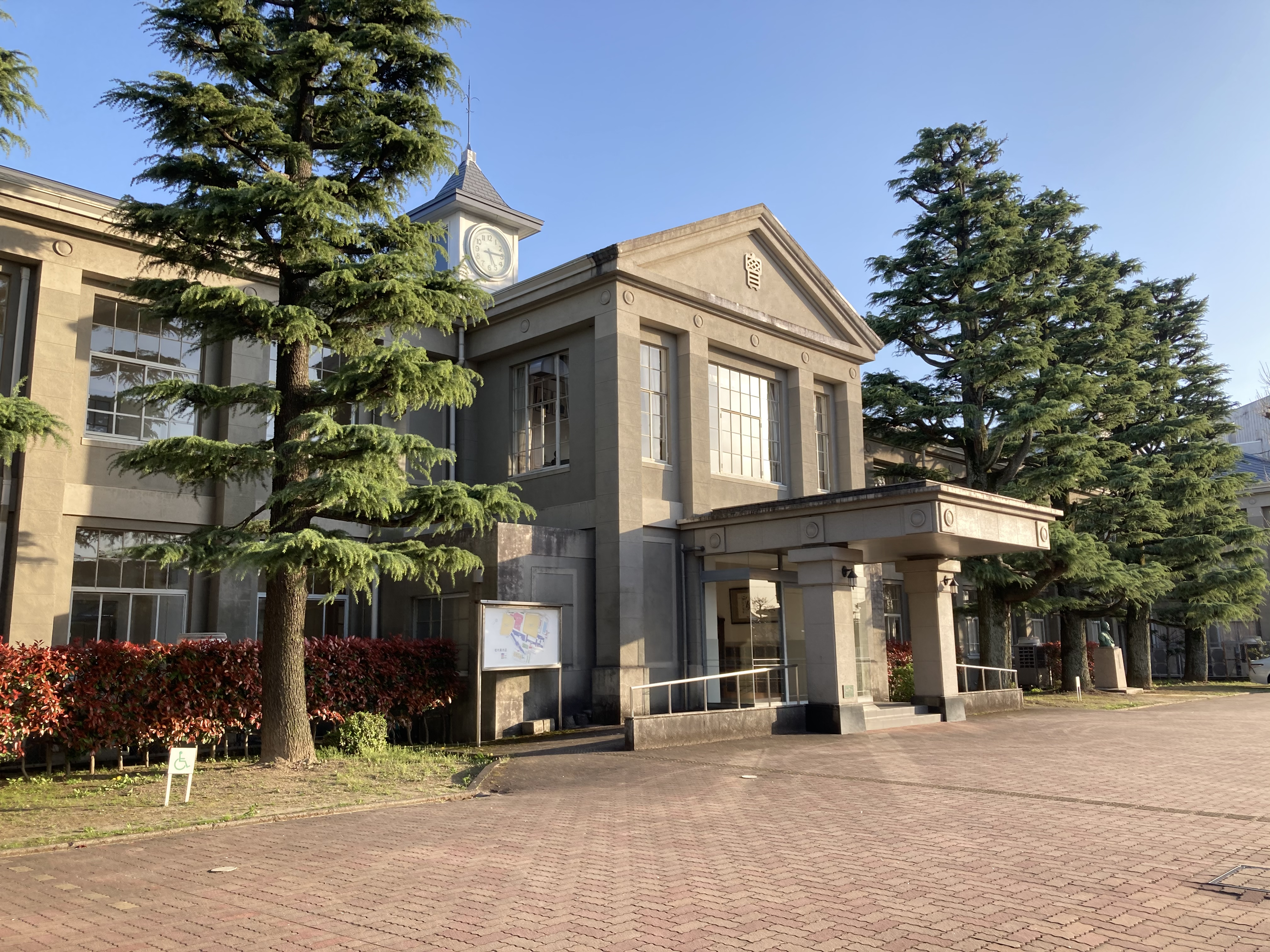
滝学園本館

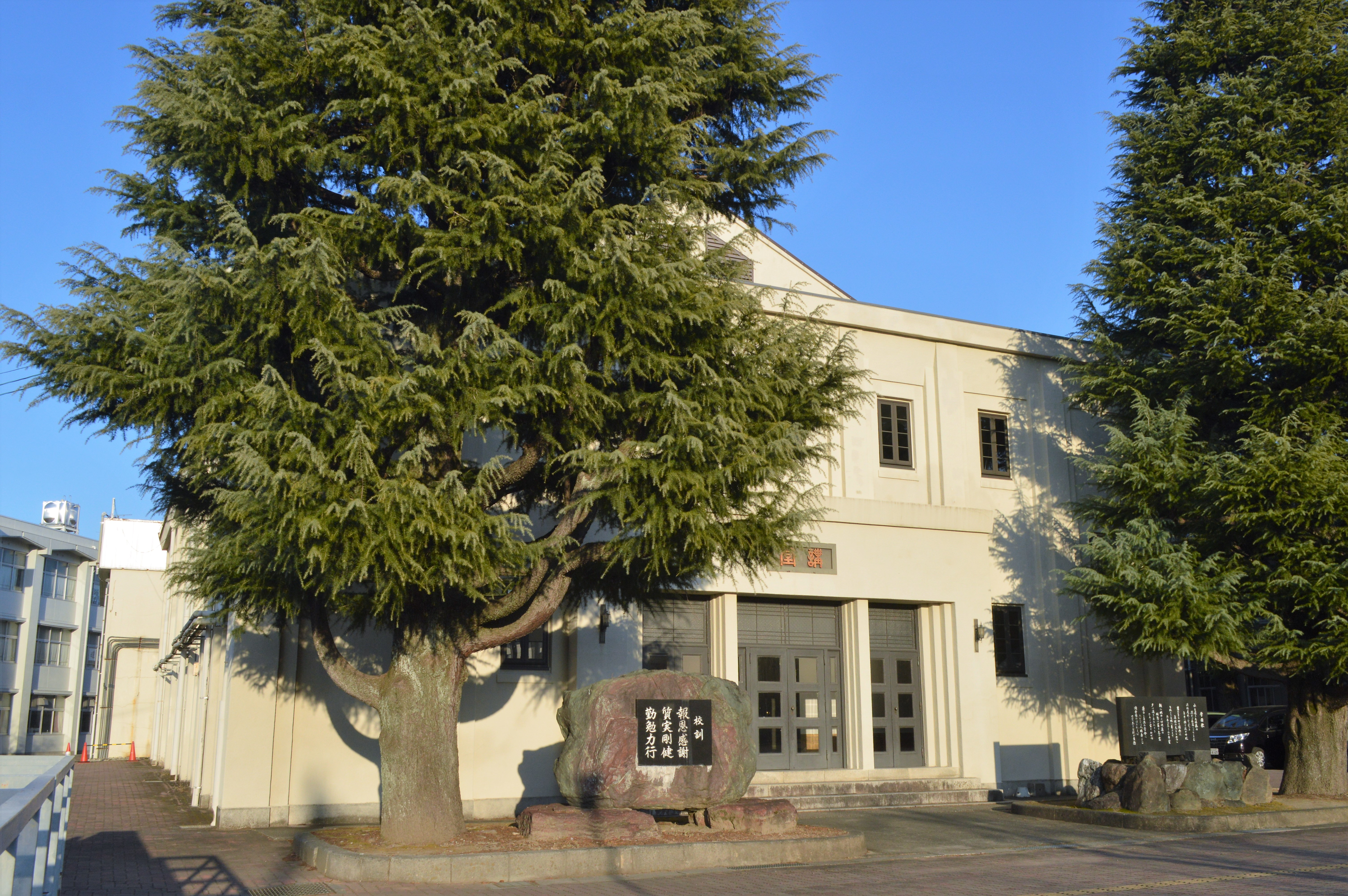
滝学園講堂

滝学園本館は、1926年（大正15年）に滝実業学校の開校に合わせて建設されたもので、鉄筋コンクリート造、2階建て。設計は村瀬國之助、施工を安藤組が担当。講堂は、1933年（昭和8年）に建設されたもので、鉄筋コンクリート造、屋根鉄骨トラス組、一部2階建て。設計は本館と同様に村瀬國之助が担当した。2011年（平成23年）には、本館・講堂ともに「国土の歴史的景観に寄与しているもの」として、国の登録有形文化財に登録された。2023年（令和5年）、講堂の改修工事が完了。

## アクセス
- 名鉄バス：「滝学園前」バス停、「滝学園口」バス停、「滝学園北」バス停下車、徒歩ですぐ。
- 名鉄犬山線 江南駅より徒歩で約20分 (1.5km)。
- 江南駅と名鉄一宮駅（尾張一宮駅）から学校までスクールバスが運行されている。
  - 2021年（令和3年）10月から、一宮駅 - 滝学園間のスクールバスの運行が開始された。
  - 2022年（令和4年）4月から、江南駅 - 滝学園間のスクールバスの運行が開始された。

## 著名な出身者
- 家本賢太郎（中学のみ） - クララオンライン社長
- 石原一彰 - 名古屋大学教授
- 田中秀幸 - 東京大学大学院情報学環教授
- 弓削尚子 - 早稲田大学法学学術院教授、日本ドイツ学会代表理事
- 福田徹 - 国民民主党衆議院議員
- 森亮介 - ライフネット生命保険代表取締役社長
- 高橋謙司 - 建設・国土交通官僚
- 江口幸雄 - 愛知県副知事
- 大脇照夫 - 元プロ野球選手
- 小川双々子 - 俳人、滝実業学校卒業
- 奥田治之 - 天文学者、滝実業学校卒業
- 北折一 - NHK科学・環境番組部専任ディレクター
- クライン孝子 - 作家、評論家
- 倉橋寛 - 漫画家
- 小池利和 - ブラザー工業取締役会長
- 渡辺三憲 - 三十三フィナンシャルグループ社長、三十三銀行代表取締役頭取
- 近藤浩 - 政治家、元衆議院議員、元愛知県議会議員
- 前刀禎明 - 元Apple Computerのマーケティング担当バイス・プレジデント兼、同社日本法人の代表取締役
- 杉本明洋 - 陸上競技選手、世界陸上競技選手権大会日本代表、5000メートル競歩日本記録保持者
- 橘康仁 - テレビプロデューサー
- 勅使河原由佳子 - 東海テレビアナウンサー
- 寺田ちひろ - フリーアナウンサー、モデル、タレント
- 小川真由 - フリーアナウンサー
- 中島陽典 - 俳優
- マーカ・テンドー - マジシャン
- 牧野紗弥 - ファッションモデル
- 宮田宗吉 - 映画監督
- 村瀬みちゃこ - 元お笑い芸人
- 吉田修司 - 元プロ野球選手（巨人、ソフトバンクなどで投手）、商業科出身
- 井上淳一 - 脚本家、映画監督
- 伊吹亜門 - 作家
- 浅野信子 - 元CBCアナウンサー、フリーアナウンサー
- 稲葉将太 - 歯科医師
- 滝沢枝里 - フリーアナウンサー、話し方講師、紅茶専門店の代表、紅茶教室の主幸、元信越放送アナウンサー
- 太田絢子 - 気象予報士、防災士
- 佐橋嬉香 - フリーアナウンサー、元福井テレビアナウンサー
- 牧内莉亜 - タレント、女優
- 松本莉恋 - アイドル、 OS☆Uの元メンバー
- 森本理子 - 女流棋士
- 木澤大祐 - ボディビルダー
- TSUMUZI - 作曲家、ヴァイオリニスト
- 渡部剛己 - 舞台演出家
- 中山有一 - 作曲家
- 沢田和延 - 政治家、江南市長
- 千田勝隆 - 政治家、扶桑町長
- 舟橋政宏 - テレビ朝日ディレクター
- 尾崎裕大 - ラジオパーソナリティ
- 清水高志 - 哲学者
- 熊谷祐 - 実業家
- 土屋慎吾 - 漫画家
- 福田徹 - 医師、政治家
- 若山慎司 - 政治家